# 3132 Landgraf
3132 Landgraf је астероид главног астероидног појаса са пречником од приближно 26,8 .
Афел астероида је на удаљености од 3,531 астрономских јединица (АЈ) од Сунца, а перихел на 2,771 АЈ.
Ексцентрицитет орбите износи 0,120, инклинација (нагиб) орбите у односу на раван еклиптике 4,455 степени, а орбитални период износи 2043,221 дана (5,594 година).
Апсолутна магнитуда астероида је 11,6 а геометријски албедо 0,056.
Астероид је откривен 29. новембра 1940. године.